# Андрийчук, Василий Гаврилович
Василий Гаврилович Андрийчук (укр. Василь Гаврилович Андрійчук; 13 января 1938, Слобода-Шаргородская, Винницкая область — 8 сентября 2021) — советский и украинский учёный, доктор экономических наук, профессор, академик НААН Украины (отделение растениеводства, аграрной экономики и продовольствия).
Автор более 150 научных трудов, в том числе 14 монографий и учебников.

## Биография
Родился 13 января 1938 года в селе Слобода-Шаргородская Винницкой области Украинской ССР в крестьянской семье.
Окончив среднюю школу, продолжил обучение в сельскохозяйственном техникуме. Работал в колхозе агрономом и экономистом по совместительству, а затем — в сельском райкоме партии. В 1966 году окончил Высшую партийную школу при ЦК Компартии Украины и в 1992 году — Санкт-Петербургский международный институт менеджмента. В 1969 году в Киевском институте народного хозяйства им. Д. С. Коротченко защитил кандидатскую диссертацию на тему «Внутрирайонное планирование закупок сельскохозяйственной продукции и его роль в укрепление экономики колхозов». В 1987 году на заседании ученого совета Ленинградского экономического университета защитил докторскую диссертацию «Производственный потенциал и эффективность его использования в сельском хозяйстве».
По окончании Высшей партийной школы, в 1966—1969 годах, работал инструктором организационного отдела Шаргородского райкома КПУ. С 1969 года работал в Киевском институте народного хозяйства (ныне Киевский национальный экономический университет имени Вадима Гетьмана): асcистент, старший преподаватель, доцент, профессор (с 1988 года) кафедры экономики и организации сельского хозяйства (ныне кафедра аграрного менеджмента). В настоящее время является профессором кафедры экономики и менеджмента агробизнеса). Является внештатным советником комитета Верховной рады Украины по вопросам аграрной политики и земельных отношений.
Василий Гаврилович Андрийчук стоял у истоков разработки нового научного направления агроэкономической науки — проблемы теоретико-методологического обоснования категории производственного потенциала, методологии и методики его определения, целенаправленного формирования и эффективности использования в системе экономического механизма АПК. Он является одним из основных разработчиков более десяти нормативных документов под грифом центральных органов управления бывшего СССР и Украины, которые были внедрены в производство. Подготовил несколько кандидатов экономических наук.
Также он был зачинателем научной разработки проблемы капитализации сельского хозяйства, им были предложены экономические рычаги регулирования этого процесса и функционирования новых типов агропромышленных формирований, в том числе агропромышленных холдингов. Значительная заслуга ученого — в создании современной учебной литературы. Его учебник «Экономика аграрных предприятий» стал победителем международного конкурса. Основные положения этой работы положены в основу нового учебника «Экономика предприятий агропромышленного комплекса».
Умер 8 сентября 2021 года.

## Заслуги
- В 1987 году был награждён бронзовой медалью ВДНХ СССР.
- Удостоен знаков «За научные достижения[укр.]» Министерства образования и науки Украины (2006) и почётного знака Национальная академия аграрных наук Украины (2007).
- Также награждён «Знаком почёта» Министерства аграрной политики Украины (2004), знаком «Отличник образования Украины» (2001) и знаком «Пётр Могила[укр.]» (2011).
- Удостоен почётного звания «Заслуженный деятель науки и техники Украины» (2008).